# Gunther Plüschow

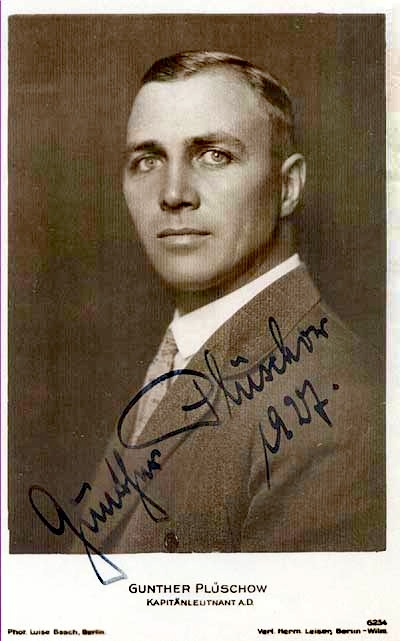
Gunther Plüschow 1927

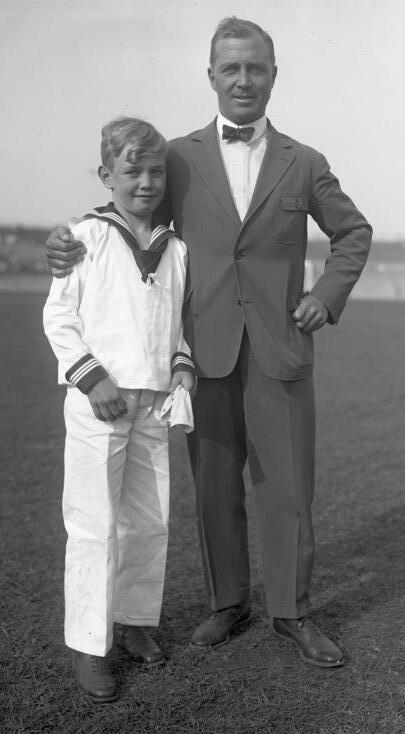
Plüschow im Juli 1929

Gunther Plüschow (* 8. Februar 1886 in München; † 28. Januar 1931 in Argentinien) war ein deutscher Marineoffizier. Bekannt wurde er nach der Belagerung von Tsingtau als der Flieger von Tsingtau und als Flugpionier in Feuerland, wo er als Erster unter anderem die Darwin-Kordillere, das Kap Hoorn und die Torres del Paine überflog.

## Leben

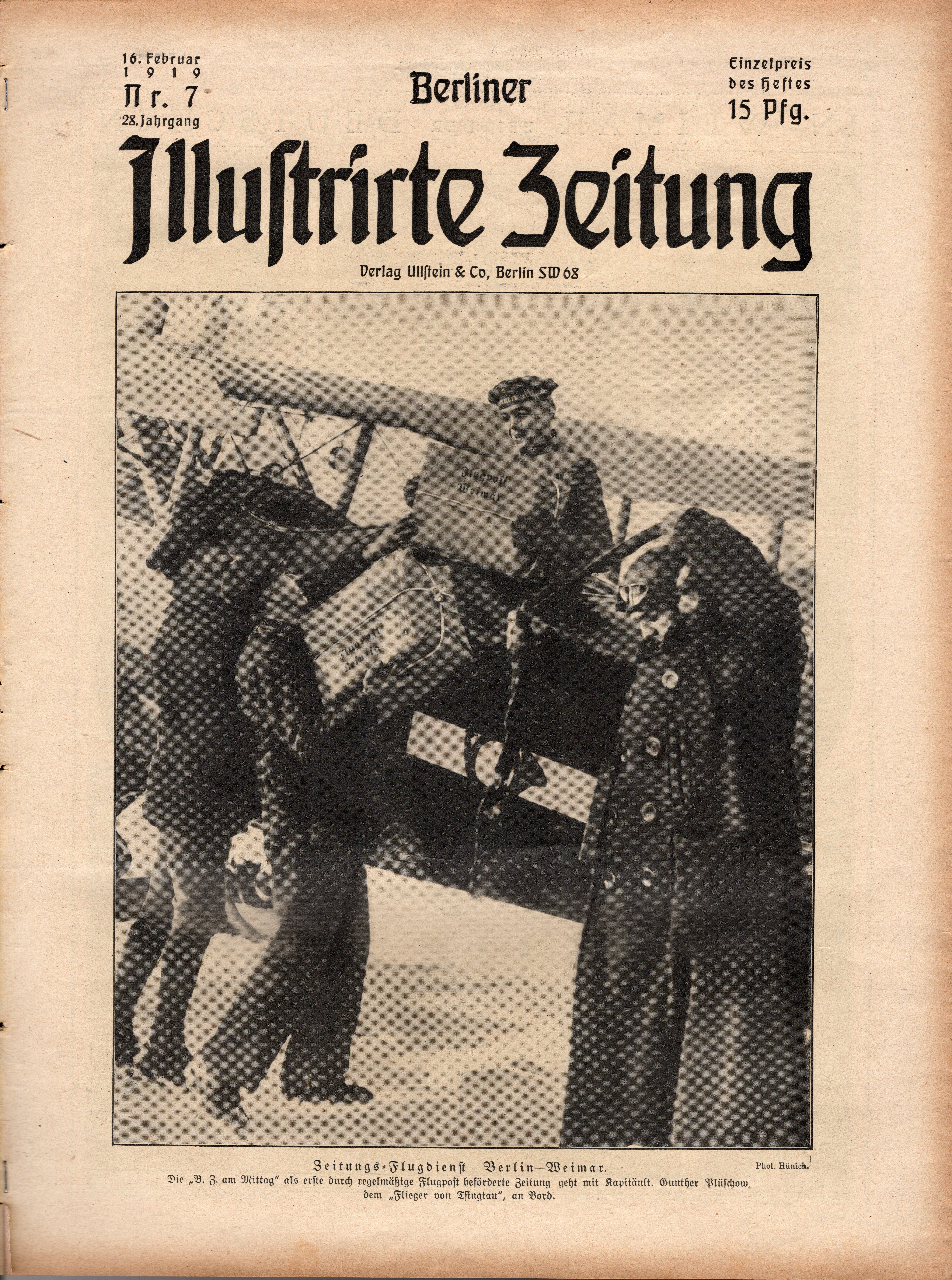
Berliner Illustrirte Zeitung, Nr. 7, 28. Jahrgang, 16. Februar 1919, Zeitungsflugdienst Berlin – Weimar mit Plüschow als Pilot

Gunther Plüschow stammte aus der bekannten Familie Plüschow, die auf den Erbprinzen Friedrich Ludwig zu Mecklenburg (1778–1819) zurückgeht. Er war der Sohn des Offiziers Eduard Plüschow (1855–1911) und der Hermine, geb. Wellensieck (1858–1910). 1898 trat er zunächst in die Kadettenanstalt Plön und am 6. April 1904 dann als Seekadett in die Kaiserliche Marine ein. Bereits während seiner Ausbildung zum Marineoffizier hielt er sich mit dem Panzerkreuzer Fürst Bismarck in Tsingtau auf. Am 28. September 1907 wurde er zum Leutnant zur See und am 11. Dezember 1909 zum Oberleutnant zur See befördert. 1911 wurde er als Kommandant des Torpedoboots SMS S 87 eingesetzt. 1913 wurde er nach England entsandt und war danach als Kompanieoffizier der Matrosenartillerie-Abteilung Kiautschou wiederum in Ostasien tätig. Ab dem 2. Januar 1914 absolvierte Plüschow dann eine Flugzeugführerausbildung bei den Rumpler Werken auf dem Flugplatz Johannisthal bei Berlin und kehrte im Juni als Seeflieger nach Tsingtau zurück. Außerdem fungierte er dort als Vorstand der Marinefliegerstation.
Aus seiner Ehe mit Isot Kempfe (1889–1979) ging der Sohn Gunter Guntolf Plüschow (1918–2017) hervor.

## Erster Weltkrieg
Mitte Juli 1914, etwa drei Wochen vor Ausbruch des Ersten Weltkriegs, waren in Kiautschou zwei für das dortige deutsche Schutzgebiet bestimmte, ebenfalls von Edmund Rumpler gebaute Flugzeuge vom Typ Etrich Taube eingetroffen. Die erste konnte Plüschow bereits wenige Tage später einfliegen. Weitere Probeflüge folgten. Als Flugplatz stand nur eine Fläche von etwa 600 m × 200 m zur Verfügung, wo wegen der nahen Hügel und Felsen schwierige Windverhältnisse mit Turbulenzen gegeben waren. Die zweite „Taube“, geflogen von Leutnant Müllerskowsky, stürzte schon beim Erstflug ab und wurde völlig zerstört. Der Flugzeugführer wurde schwer verletzt. Drei Tage später konnte auch Plüschow bei einer Notlandung nach Motorstörung einen Bruch nicht vermeiden. Er selbst blieb unverletzt und das Flugzeug konnte, wenn auch unter Schwierigkeiten, wieder repariert werden, obwohl viele der mitgelieferten Ersatzteile während des langen Seetransports durch Feuchtigkeit und Wärme unbrauchbar geworden waren. Dazu gehörten auch die fünf Reservepropeller. So musste nach dem Muster des am wenigsten verformten Propellers ein neues Exemplar angefertigt werden, aus mit Tischlerleim verleimten Eichenbrettern. Dies gelang, wenn auch der Motor damit etwa 100 Umdrehungen pro Minute weniger drehte. Auch musste der Behelfspropeller immer wieder in einer Presse nachverleimt werden.
Der Kriegseintritt Japans am 23. August und dessen Forderung zur bedingungslosen Kapitulation der deutschen Basis Tsingtau veränderte die Situation schlagartig. Die japanische Armee zog ihren Ring um Tsingtau und begann mit der Belagerung von Tsingtau. Als das Auge Tsingtaus führte Plüschow nun mit seiner „Taube“ wichtige Aufklärungsflüge durch und griff sogar mit selbst gebauten einfachen Bomben feindliche Ziele an. Ein ebenfalls vorhandener und dem Kommando Plüschows unterstehender Fesselballon erfüllte die in ihn gesetzten Erwartungen nicht. Umso wichtiger wurden nun seine Erkundungen. Alle Anstrengungen der deutschen Verteidiger konnten die Besetzung der Kolonie durch die Japaner zwar verzögern, letztlich aber nicht verhindern, da die feindliche Übermacht zu groß war. Plüschow hatte am Ende acht japanische Flugzeuge gegen sich, darunter vier große Wasserdoppeldecker, die bei den vielen Wasserflächen keine Probleme mit Start und Landung hatten. Bei einem Aufklärungsflug traf er auf ein japanisches Flugzeug, das er verfolgte und, wie er meinte, mit 30 Schuss aus seiner Parabellum-Pistole sogar abschießen konnte. Bald musste er aber feststellen, dass die japanischen Flugzeuge, insbesondere die Wasserflugzeuge, seiner „Taube“ technisch überlegen waren. Er versuchte nun, einen eigenen Wasserdoppeldecker zu bauen, den er aber schließlich in den letzten Tagen vor dem Fall von Tsingtau selbst wieder zerstören musste.

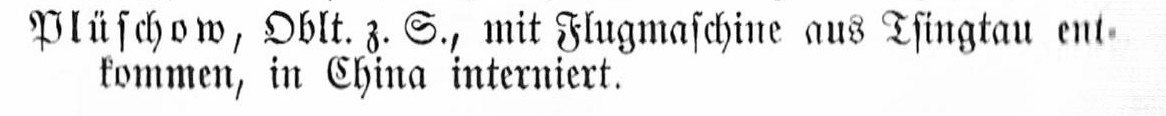
Ausschnitt aus der Geheimen Marine Verlustliste 17a vom 22. Januar 1915

Als die Japaner am 6. November 1914 kurz vor der Einnahme der Stadt standen, floh Plüschow mit seiner „Taube“, ausgestattet mit einem chinesischen Pass/Passierschein, ins Innere des südlichen Chinas. Nach der Landung in der Provinz Kiangsu steckte er sein Flugzeug in Brand. Dann schlug er sich in neun Monaten über Shanghai und San Francisco und schließlich als angeblicher „Schweizer“ auf einem italienischen Schiff nach Gibraltar durch. Dort wurde er von den Briten festgenommen, da diese einen Schweizer Spitzel an Bord hatten, der Plüschows falsche Identität erkannte. Plüschow konnte wenig später in Donington Hall, wohin man ihn gebracht hatte, zusammen mit einem Kameraden aus der Kriegsgefangenschaft entkommen. Der andere deutsche Offizier, Oberleutnant Oscar Trefftz, Bruder von Erich Trefftz (in der zeitgenössischen englischen Presse falsch Lieutenant Treppitz genannt), wurde bald gefasst. Plüschow gelang es, sich trotz mehrerer Steckbriefe von Scotland Yard einige Wochen in den Docks von London versteckt zu halten, bis er eine Möglichkeit fand, sich als blinder Passagier auf einem Schiff einzuschmuggeln, das nach Vlissingen in die (neutralen) Niederlande fuhr. Im August 1915 kam er mit der Bahn zurück nach Deutschland, wo er in Goch sofort von einem Wachtmeister als Spion festgenommen wurde. Er wurde nach Wesel überführt, wo er von einem Offizier erkannt wurde und wieder freikam. Er gilt als einziger deutscher Kriegsgefangener, dem jemals die Flucht aus Großbritannien gelang. Plüschow diente danach bis Kriegsende wieder bei den Seefliegern im Truppendienst. Ende 1919 schied er als Kapitänleutnant (seit 17. Oktober 1915) aus dem aktiven Militärdienst aus.
Am 5. Februar 1919 flog Plüschow das erste Flugzeug der ersten Fluglinie Deutschlands, durchgeführt durch die Deutsche Luftreederei (DLR), einem Vorläufer der Lufthansa
zwischen Berlin und Weimar.

## Erste Expedition
Am 15. September 1925 brach Plüschow von Hamburg zu seiner ersten Südamerika-Expedition an Bord des Viermasters Parma auf. Die Reise führte ihn nach Chile, Peru und Ecuador und ist detailliert im Buch Segelfahrt ins Wunderland beschrieben, das 1926 erschien.

## Zweite Expedition
Am 27. November 1927 reiste Gunther Plüschow mit seinem eigens dafür gebauten Expeditionskutter Feuerland von Büsum nach Punta Arenas in Chile. Die Reise führte über Teneriffa, Bahia, Rio de Janeiro, Santos, Montevideo und Buenos Aires. Gleichzeitig beförderte der Dampfer Planet von der Reederei F. Laeisz mit dem von der Firma Askania gekommenen Ingenieur Ernst Dreblow sein Wasserflugzeug Heinkel HD 24 W mit dem Kennzeichen „D-1313“ nach Chile, wo Plüschow es in Punta Arenas übernehmen und zusammen mit Dreblow aufrüsten konnte. Das Kennzeichen mit der zweimaligen 13 hatte er sich erbeten, weil ihm seine spätere Frau Isot anlässlich seines bestandenen Pilotenexamens ein Kettchen mit einer goldenen 13 geschenkt hatte, das er als seinen Glücksbringer betrachtete.

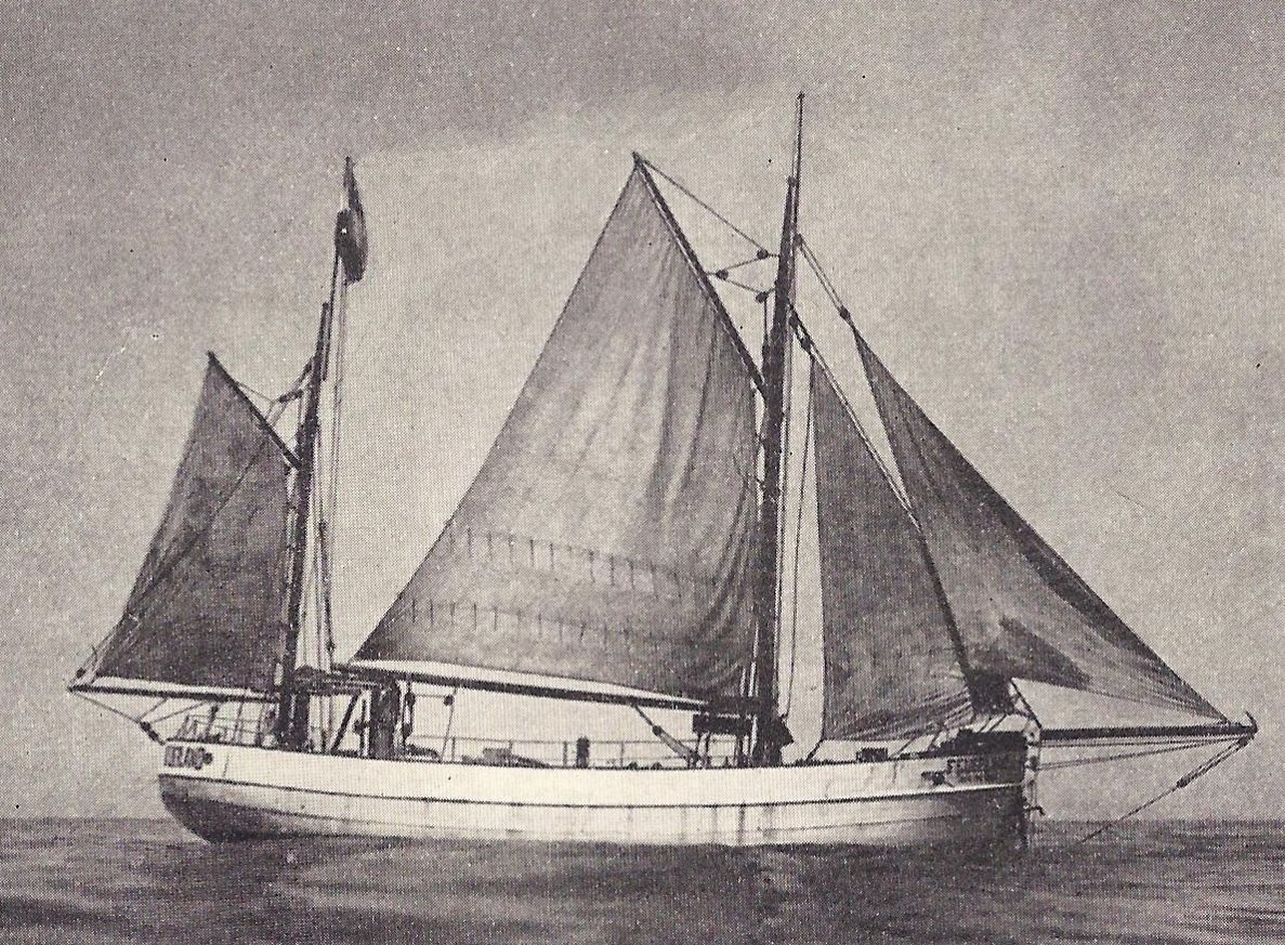
Plüschows Expeditionsschiff „Feuerland“ von 1928 im Atlantik

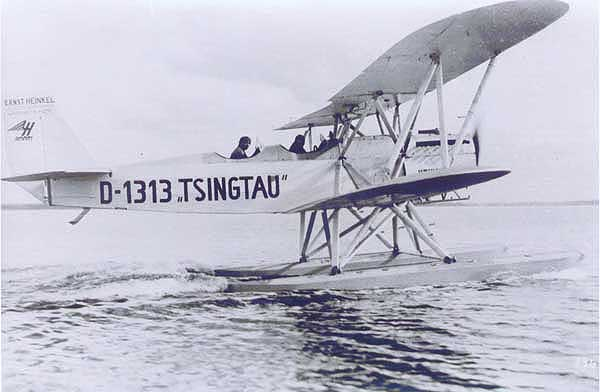
Heinkel HD 24 W von Plüschow

Bis Dezember 1928 bauten Plüschow und Dreblow auf dem Gelände der Werft von Braun y Blanchard in Punta Arenas den bis dahin in Kisten verpackten Heinkel-Doppeldecker von Typ HD 24 W erfolgreich zusammen. Der erste große Flug ging in das argentinische Ushuaia. Mit an Bord war ein Postsack, die erste Luftpost von Punta Arenas nach Ushuaia.
In den folgenden Monaten überflogen Plüschow und Dreblow als erste Menschen die Darwin-Kordillere auf der großen Feuerlandinsel, das Kap Hoorn und die Torres del Paine in Patagonien. Sie waren fasziniert von der überwältigenden Schönheit des patagonischen Inlandeises und brachten von ihren Flügen, oft unter Lebensgefahr, zum ersten Mal Fotos und Filmmaterial von diesen bis dahin unerforschten Gegenden Südamerikas mit.
Etwa acht Monate blieb Plüschow im südlichsten Teil Südamerikas. Im Juli 1929 kehrte er nach Deutschland zurück und veröffentlichte sein Buch Silberkondor über Feuerland und einen gleichnamigen Dokumentarfilm dazu. Am 6. Juli 1930 war er Ehrengast beim großen Flugtag in Travemünde, wo man ihm zu Ehren ein Flugzeug, allerdings keine HD 24, sondern eine HD 30, mit der Aufschrift „Tsingtau“ bemalt hatte.

## Dritte Expedition

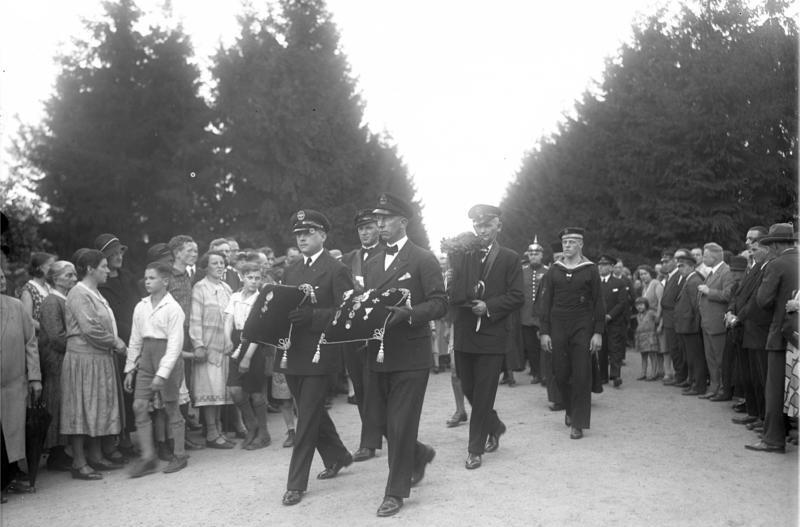
Beisetzung von Plüschow und Dreblow 1931 in Berlin

Ende 1930 kehrte Plüschow nach Chile und Argentinien zurück, um seine Forschungsflüge fortzusetzen. Dabei stürzte er am 28. Januar 1931 mit seinem Flugzeug in den Rico-Arm (Brazo Rico) des Lago Argentino am Fuße des Gletschers Perito Moreno ab, wobei er und Dreblow ums Leben kamen.

## Ehrungen, Gedenken, Forschung

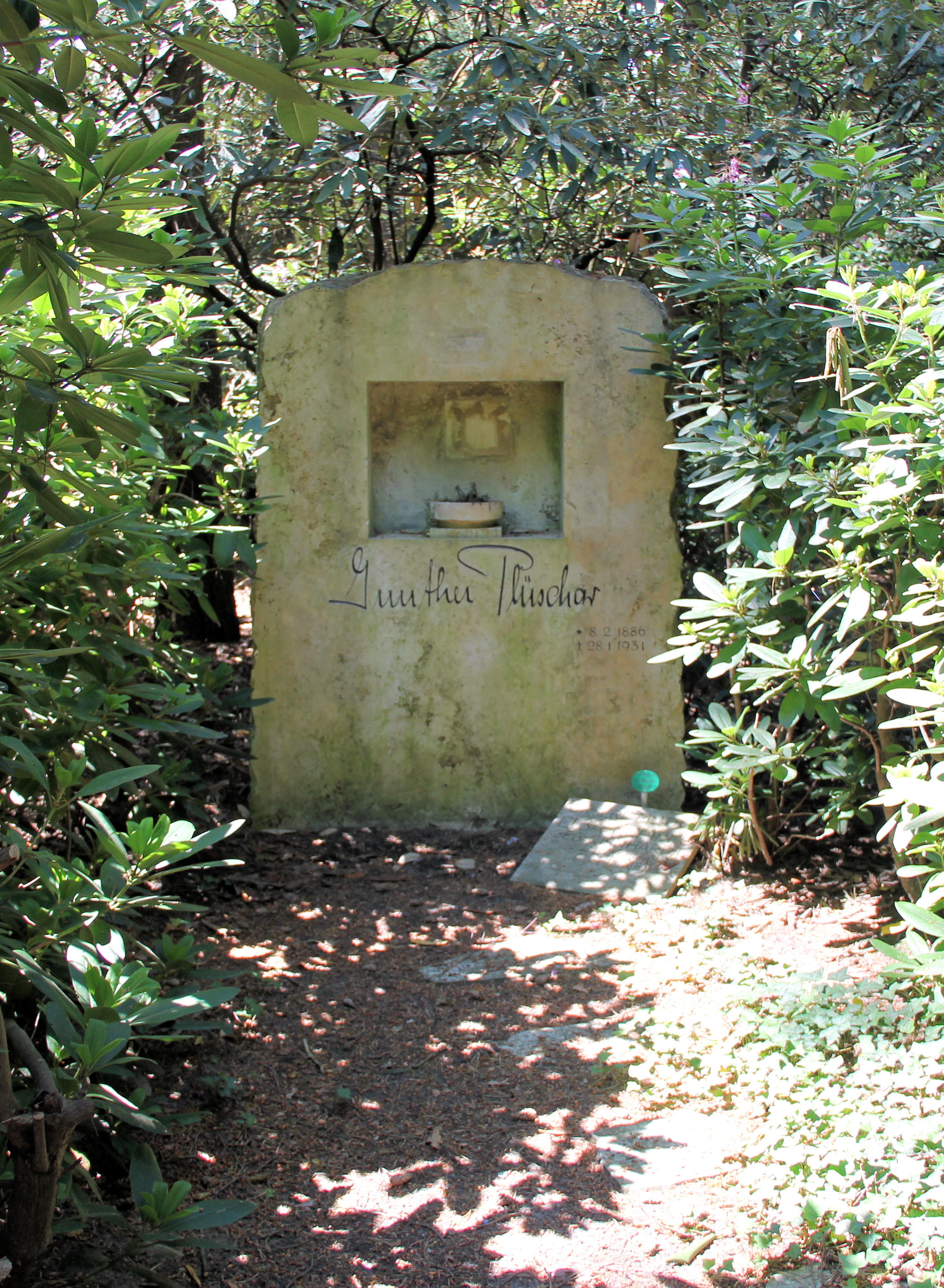
Grabstätte, Thuner Platz 2–4, in Berlin-Lichterfelde

Die Luftwaffe benannte 1936 ihr Flugsicherungsschiff Gunther Plüschow nach ihm. Die Kaserne am Fliegerhorst Mendig (Niedermendig) trug bis zur Auflösung Ende 2007 seinen Namen: „Gunther-Plüschow-Kaserne“. In Berlin-Zehlendorf wurde 1931 die Straße hinter dem Friedhof (zwischen Fischerhütten- und Sven-Hedin-Straße) nach Plüschow benannt. In Kiel-Holtenau trägt der heute von Sportbooten genutzte, aber früher für Flugboote vorgesehene Plüschowhafen – unmittelbar nördlich des Geländes des 2012 aufgelösten Marinefliegergeschwaders 5 – seinen Namen.

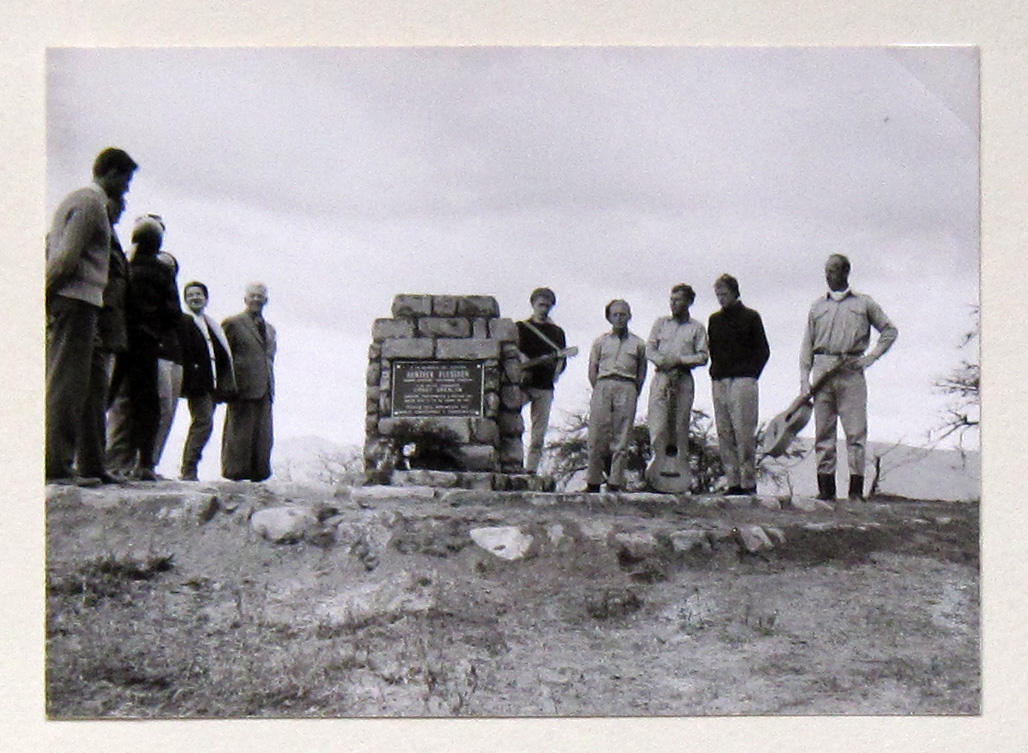
Bau des Plüschow-Denkmals am Lago Argentino (Patagonien) durch die Spielschar Burg Waldeck, 1962

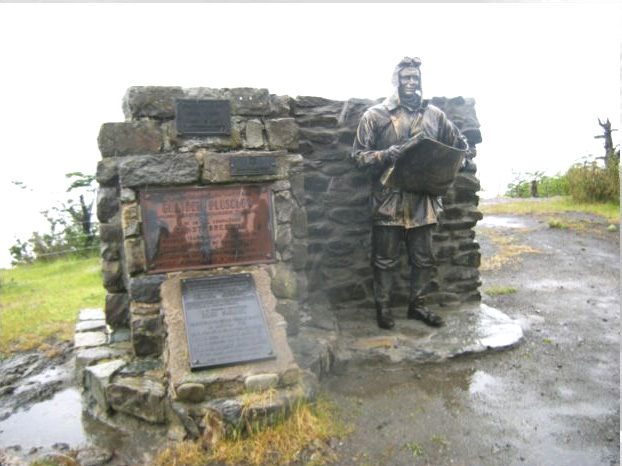
Plüschow-Denkmal am Lago Argentino (Patagonien) ca. 2010

An der Absturzstelle im argentinischen Teil Patagoniens wurde ein Monument errichtet, wo bis heute regelmäßig des Todes der beiden Flugpioniere gedacht wird. Ein weiteres Denkmal wurde in Chile, im Nationalpark Torres del Paine, unweit der Stelle errichtet, an der Plüschow und Dreblow ein strategisch wichtiges Lager am Ufer des Lago Sarmiento angelegt hatten. Auch an der kleinen Feier an seinem Grab im Parkfriedhof Berlin-Lichterfelde aus Anlass der 75. Wiederkehr seines Todestages im Jahr 2006 nahmen die Konsuln von Argentinien und Chile teil. Sein Grab war von 1985 bis 2011 ein Ehrengrab der Stadt Berlin.
Am 12. Dezember 2006 wurde in Punta Arenas (Chile) an der Magellan-Straße, in Anwesenheit des Bürgermeisters, eines Generals der Luftwaffe und des Direktors der Deutschen Schule, an zentraler Stelle ein Gunther-Plüschow-Platz eingeweiht. Die Gedenkrede hielt der chilenische Historiker Prof. Mateo Martinic.
Seit August 2006 war – erstmals in Europa – in verschiedenen deutschen Städten (Büsum, Schwerin, Rostock, München, Köln) eine Ausstellung zu sehen, in der mit Fotos, Büchern, zeitgenössischen Dokumenten und Objekten (u. a. je ein Modell der HD 24 W, der Rumpler-Taube und des Forschungsschiffes FEUERLAND im Maßstab 1:20) an Plüschow erinnert wurde. Zwischen August 2008 und Sommer 2009 war die Ausstellung, in Zusammenarbeit mit dem Goethe-Institut, in verschiedenen Städten in Chile und in Argentinien zu sehen.
Am 8. März 2007 wurden im Zusammenhang mit der arte-Premiere der GEO-Reportage „Die Windreiter der Anden“ Ausschnitte des UFA-Films „Silberkondor über Feuerland“ in den Berliner Ministergärten ausgestrahlt. Hintergrund waren die Segelflugstreckenrekorde und Turbulenzforschungen des Mountain Wave Project (MWP) über den Anden und der dort dokumentierte Rückgang von Gletschermassiven im Vergleich mit den historischen Filmaufnahmen Plüschows im Zuge der Diskussion aktueller Klimaveränderungen. Deutlich demonstrierten die Piloten des Projekts zudem die außergewöhnlich starken Auf- und Abwindsysteme von Luftströmungen über den Anden.
Vom 17. Oktober 2008 bis zum 1. März 2009 war im Luftwaffenmuseum der Bundeswehr in Berlin-Gatow eine Sonderausstellung „Gunther Plüschow – ein Flugpionier“ zu sehen. Die Ausstellung ist eine Sonderausstellung des Deutschen Luftschiff- und Marinefliegermuseums Nordholz e. V. in Zusammenarbeit mit dem Luftwaffenmuseum der Bundeswehr.
Im Oktober 2007 wurde der Flugpionier mit mecklenburgischen Wurzeln im Rahmen einer Feierstunde in Buenos Aires im argentinischen Nationalkongress geehrt. Der argentinische Journalist, Filmemacher und Plüschow-Forscher Roberto Litvachkes stellte vor Vertretern der argentinischen Regierung, der deutschen Botschaft, der Öffentlichkeit und der Presse den aktuellen Stand seiner Forschungsergebnisse vor.
In Deutschland fühlt sich der Freundeskreis Gunther Plüschow e. V. dem Andenken des Flugpioniers verpflichtet und bemüht sich mit Publikationen und Vorträgen und Ausstellungen sein Leben und seine Taten in der Öffentlichkeit wieder bekannt zu machen. In Zusammenarbeit mit dem phanTechnikum, dem Technischen Landesmuseum Mecklenburg-Vorpommern, in Wismar, wurde 2017 eine professionell gestaltete Gunther-Plüschow-Ausstellung zusammengestellt. Diese Ausstellung war bisher (Stand April 2020) in Wismar, dem Deutschen Museum München, Flugwerft Schleißheim und dem Marinefliegermuseum aeronauticum Nordholz zu sehen.
2006 wurde Plüschows Expeditionsschiff Feuerland, das viele Jahre auf den Falklandinseln beheimatet war, von seinem neuen Besitzer wieder nach Deutschland zurückgeführt. Der „Förderkreis Kulturdenkmal Expeditionsschiff Feuerland“ hat sich zur Aufgabe gesetzt, den Forschungskutter Feuerland als Expeditionsschiff von herausragendem zeitgeschichtlichen Wert sowie als technisches Kulturdenkmal einer bestimmten Bauweise zu renovieren, weitmöglichst historisch korrekt zu restaurieren und zu seiner Erhaltung beizutragen. Dies geschieht in der Werkstatt des Schifffahrtsmuseums Flensburg.
Einige Mitglieder des Förderkreises erforschen teilweise schon seit vielen Jahren und Jahrzehnten Leben und Werk von Gunther Plüschow. So konnte 1993 das Basislager der Flugexpeditionen in Patagonien wiederentdeckt werden.
Im Jahr 2007 erschien eine erweiterte und fortgeschriebene Neuausgabe des Buches Silberkondor über Feuerland, in der die aktuellen Ergebnisse der Plüschow-Forschung eingearbeitet sind.
Plüschows Ehrengrab auf dem Parkfriedhof Berlin-Lichterfelde wurde im Frühjahr 2009 mit Unterstützung des Freundeskreis Gunther Plüschow e. V. komplett renoviert und am 16. Juni 2009 im Rahmen einer kleinen Gedenkfeier eingeweiht.
Am 29. Februar 2020 wurde in Ushuaia, Argentinien, ein 4,30 m hohes Denkmal zu Ehren des Flugpioniers feierlich eingeweiht. Es zeigt Plüschow vor einem Fragment seines Flugzeugs.
In mehreren Städten sind Straßen nach Plüschow benannt, so in der Nähe des ehemaligen Kölner Flughafens Butzweilerhof, in einem Wohngebiet in der Nähe des Flughafens Düsseldorf, in dem Wohngebiet der Donaufeldsiedlung in Manching (Oberbayern), in Berlin-Zehlendorf sowie in Ushuaia (Feuerland, Argentinien).

## Auszeichnungen
- als Seekadett auf der Stosch: Osmanische Medaille für Kunst und Wissenschaft sowie Liakat-Medaille
- Eisernes Kreuz (1914) II. und I. Klasse[12]
- Weißer Elefantenorden 5. Klasse (Siam, 1915)
- Ritterkreuz des Königlichen Hausordens von Hohenzollern mit Schwertern[12]
- Ritterkreuz II. Klasse des Ordens vom Zähringer Löwen mit Eichenlaub und Schwertern[12]
- Bayerischer Militärverdienstorden IV. Klasse mit Schwertern[12]
- Mecklenburgisches Militärverdienstkreuz II. und I. Klasse[12]

## Werke
- Die Abenteuer des Fliegers von Tsingtau. (Ullstein-Kriegsbücher) Ullstein, Berlin 1916 (Digitalisat: digital.staatsbibliothek-berlin.de) und Edition Flaschenpost im Wunderkammer Verlag, 2008, Neusatz, ISBN 978-3-941245-00-6
- Segelfahrt ins Wunderland. Ullstein A.-G., Berlin 1926
- Silberkondor über Feuerland. Ullstein A.-G., Berlin 1929, Neuauflage: Prager Bücher, ISBN 3-925769-07-2; aktualisiert und fortgeschrieben von Hans Georg Prager, Köhler/Mittler Verlagsgesellschaft, Hamburg 2007, ISBN 978-3-8132-0877-1 (Digitalisat)
- My escape from Donington hall, preceded by an account of the siege of Kiao-Chow in 1915[13]

## Filme
- Gunther Plüschow: Segelfahrt ins Wunderland, 1926
- Gunther Plüschow: Silberkondor über Feuerland, 1929

postum:
- 1931: Ikarus
- nach 1931: Fahrt ins Land der Wunder und Wolken
- 2013: Unterwegs nach Utopia. Dokumentarfilm über Gunther Plüschow, Regie Carmen Blazejewski, 95 Minuten
- 2017: Der Flieger von Feuerland. Auf den Spuren eines deutschen Pioniers. Film von Uwe Agnes, Bernd Siering, 43 Minuten (Mediathek. In: ZDF. 20. November 2017, archiviert vom Original am 11. September 2018.)